# كرنب الخيل

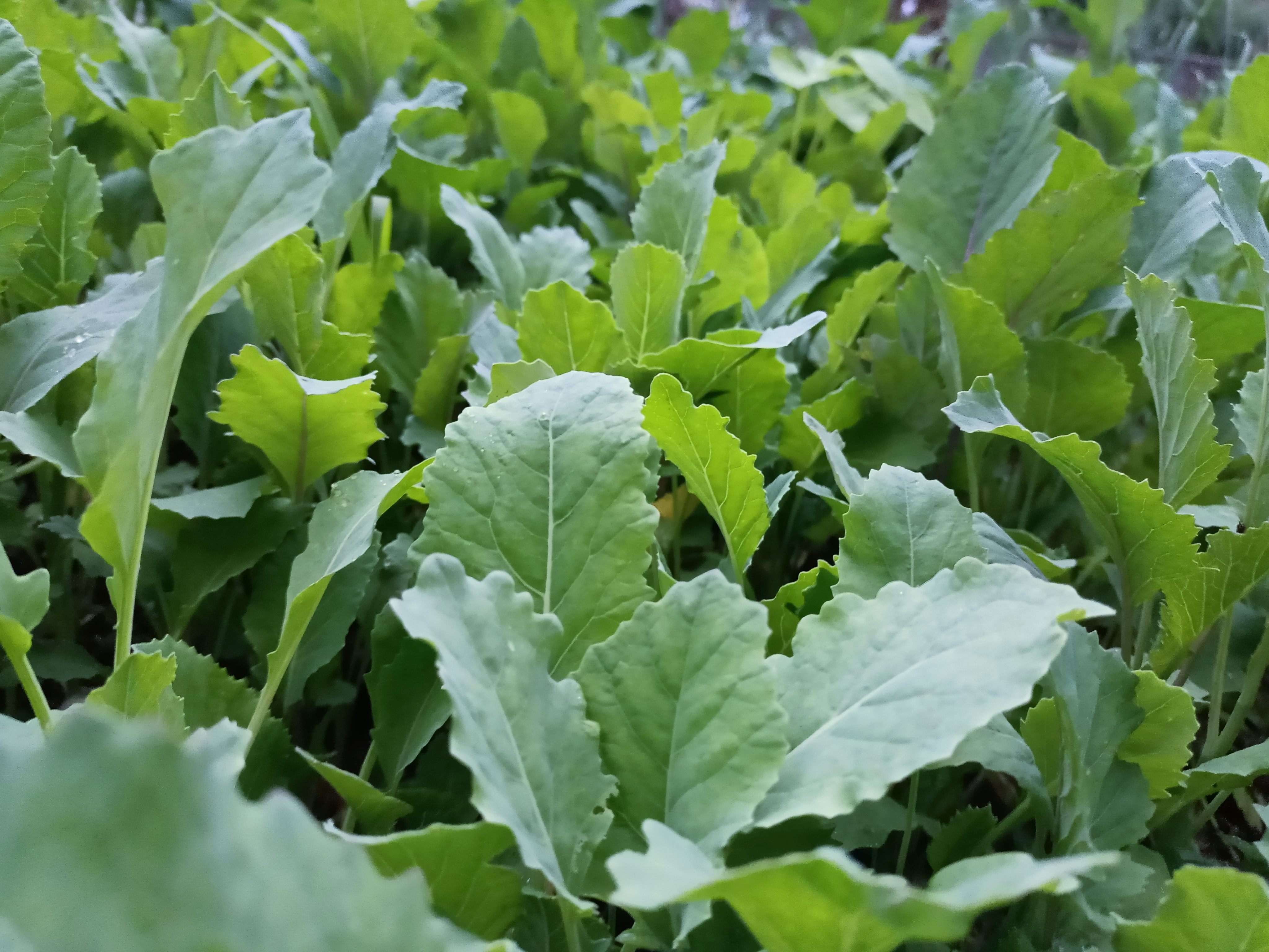
نباتات الكرنب الصغيرة.

كرنب الخيل أو كرنب البقر أو كرنب الجليقية أو الملفوف المكعبر هو مجموعة من المستنبتات النباتية ذات الأوراق السائبة التي تنتمي إلى نوع كرنب، وهو نفس النوع الذي تنتمي إليه عديد الخضروات الشائعة الأخرى كالملفوف والقرنبيط الأسود (بروكلي). يُصنّف كرنب الخيل ضمن مجموعة الضروب المستنبتة الكرنب اللارؤيسي.
تُزرع النباتات محصولًا غذائيًا للاستفادة من أوراقه الكبيرة ذات اللون الأخضر الداكن والصالحة للأكل، والتي تُطبخ وتُستهلك خضارًا. زُرع خضار كرنب الخيل غذاءً منذ العصور القديمة الكلاسيكية.

## التسمية
مصطلح «colewort» هو مصطلح من العصور الوسطى للمحاصيل غير الرأسية من جنس الكرنب.
لقد استخدم مصطلح كرنب الخيل ليشمل العديد من المحاصيل غير المدرجة في «فئة الكرنب». في حين أن أفضل مكان لوضع كرنب الخيل الأمريكي هو في مجموعة المحاصيل «فيريديس»، فإن مجموعة مستنبتات الكرنب اللارؤيسي النباتية  تُستخدم أيضًا للإشارة إلى عدم وجود قلب متماسك للأوراق ("رأس") مثل الملفوف، مما يجعل كرنب الخيل أكثر تحملاً لمستويات الرطوبة العالية وأقل عرضة للأمراض الفطرية.
في إفريقيا ، يُعرف باسم «سوكوما»، «موريو» أو «أومبيدا». وفي الهند ، يُعرف باسم «هآخ».

## وصف

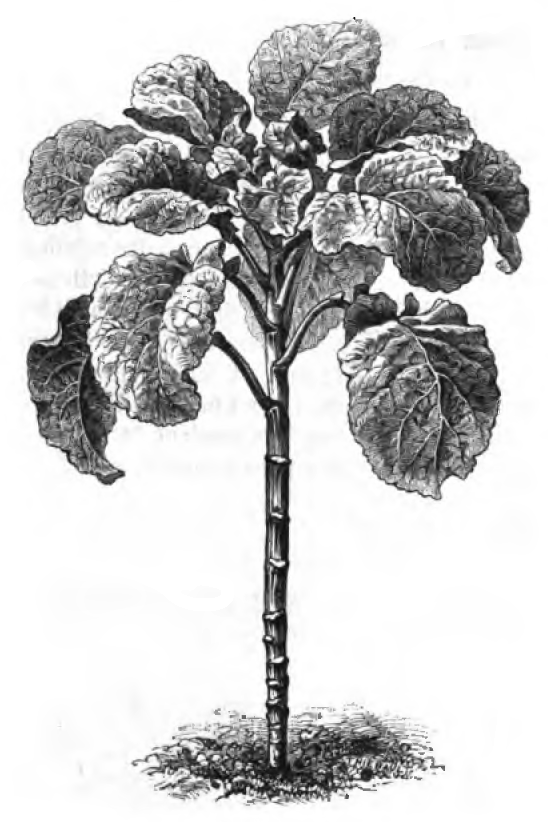
كرنب الخيل (فيلمورين-أندريو 1883)

هذا النبات ثنائي الحول حيث يحدث الصقيع الشتوي؛ بعض الأصناف قد تكون معمرة في المناطق الأكثر دفئًا. له ساق منتصب، وغالبًا ما يصل ارتفاعه إلى أكثر من قدمين ويصل إلى ستة أقدام بالنسبة للأصناف البرتغالية. تشمل الأصناف الشعبية من خضروات كرنب الخيل 'Georgia Southern'، و'Vates'، و'Morris Heading'، و'Blue Max'، و'Top Bunch'، و'Butter Collard' ( couve manteiga )، و 'couve tronchuda '، و' Groninger Blauw'.

## التصنيف
يوصف كرنب الخيل عمومًا بأنه جزء من مجموعة أصناف آسيفالا [الإنجليزية]، ولكنه يُصنف أيضًا على أنه ضرب من الكرنب (باللاتينية: Brassica oleracea var. viridis).

## الزراعة

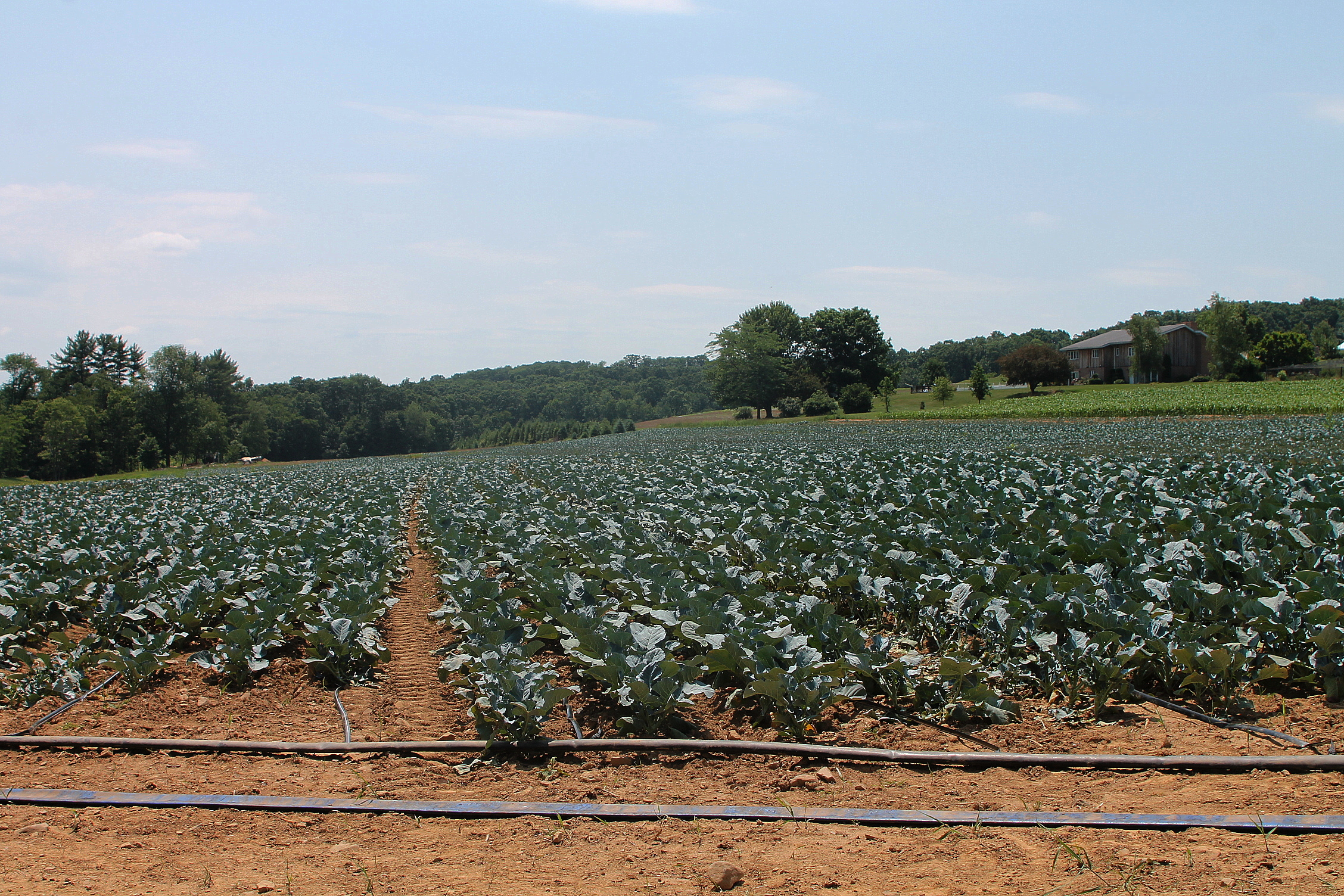
حقل من كرنب الخيل في ولاية بنسلفانيا

يُزرع النبات تجاريا من أجل أوراقه السميكة والمُرّة قليلا والتي يمكن تناولها. تتوافر أوراقه طوال العام، ولكنها ألذ وأكثر تغذية في الأشهر الباردة، بعد الصقيع الأول. للحصول على أفضل ملمس، تُقطف الأوراق قبل أن تصل إلى حجمها الأقصى، وفي هذه المرحلة تكون أكثر سمكًا وتُطهى بشكل مختلف عن الأوراق الجديدة. عمر النبات لا يؤثر بشكل كبير على مذاق الأوراق..
تعتمد النكهة والملمس بشكل كبير على المستنبت النباتي؛ حيث يحظى كوف مانتيجا وكوف ترونشودا بتقدير خاص في البرازيل والبرتغال. انخفض العدد الكبير من الأصناف المزروعة في الولايات المتحدة مع انتقال الناس إلى المدن بعد الحرب العالمية الثانية، مما أدى إلى ترك خمسة مستنبتات فقط شائعة الزراعة. ومع ذلك، ظل المزارعون وموفرو البذور وكذلك داخل مجموعات البذور التابعة للحكومة الأمريكية يستخدمون بذور العديد من المستنبتات. في منطقة الآبالاش، يعتبر الكرنب الملفوف، الذي يتميز بأوراق صفراء خضراء وبنية جزئية الرأس، أكثر شعبية من الأنواع ذات اللون الأخضر الداكن غير الرأسية في الساحل الجنوبي. كانت هناك مشاريع منذ أوائل العقد الأول من القرن الحادي والعشرين للحفاظ على بذور الأصناف غير الشائعة وتمكين المزيد من الأصناف من العودة إلى الزراعة.

### الآفات
يمكن أن تؤذي طفيليات خارجية مثل الخيطية اللسعة [الإنجليزية] والخيطية المخرزة [الإنجليزية] كرنب الخيل. تشمل أعراض الجذر جذورًا قصيرة أو خشنة داكنة الأطراف. تشمل أعراض البراعم توقف النمو، والذبول المبكر، والاصفرار (نغوين وسمارت، 1975). نوع آخر من الديدان اللسعة هو آفة تصيب كرنب الخيل في جورجيا وكارولينا الشمالية (روبنز وباركر، 1973). وهو مدمر للشتلات والنباتات المزروعة. ما لا يقل عن ثلاثة ديدان خيطية لكل 100 غ (3.5 أونصة)يمكن أن يؤدي من التربة عند عملية الزرع إلى خسائر كبيرة في المحصول للنباتات الحساسة. وهي أكثر شيوعًا في التربة الرملية (نولينغ، 2012).
تلتصق الديدان الخيطية الجذرية القصيرة تريكودوروس [الإنجليزية] وباراتريشودوروس [الإنجليزية] وتتغذى بالقرب من طرف الجذور الرئيسة للكرنب. إن الضرر الذي يحدث يمنع استطالة الجذر بشكل صحيح مما يؤدي إلى حصائر ضيقة يمكن أن تبدو منتفخة، مما يؤدي بالتالي إلى «جذر قصير».
عدة أنواع من دودة تعقد الجذور تصيب كرنب الخيل. ومنها: دودة تعقد الجذور جافانيكا ودودة تعقد الجذور المتخفية ودودة تعقد الجذور اريناريا. تهاجم صغار المرحلة الثانية النبات وتستقر في الجذور. ومع ذلك، يبدو أن الإصابة تحدث بأعداد أقل مقارنة بالنباتات الصليبية الأخرى. تشمل أعراض الجذور التشوهات والإصابات التي تمنع امتصاص الماء والعناصر الغذائية بشكل صحيح. قد يؤدي هذا في النهاية إلى التقزم والذبول واصفرار البراعم.
تمتلك دودة العقدة الجذرية الكاذبة [الإنجليزية] نطاقًا واسعًا من المضيفين يصل إلى 84 نوعًا بما في ذلك العديد من الأعشاب الضارة. أُبلغ عن وجوده في براسيكا في عدة ولايات، بما في ذلك نبراسكا ووايومنغ ويوتا وكولورادو ومونتانا وداكوتا الجنوبية وكانساس. باعتبارها آفة للكرنب، فإن درجة الضرر تعتمد على عدد الدود الموجود في التربة.
تظهر بعض مستنبتات كرنب الخيل مقاومة لمرض اللفحة البكتيرية للأوراق الناجم عن الزائفة القنبية pv. alisalensis (Pca).

## الاستخدامات

### تَغذِيَة
تحتوي أوراق كرنب الخيل النيئة على 90% ماء، و6% كربوهيدرات، و3% بروتين، ويحتوي على كمية ضئيلة من الدهون. مثل الكرنب الأجعد، تحتوي أوراق كرنب الخيل على كميات كبيرة من فيتامين ك (388% من القيمة اليومية) في حصة 100-غرام (3.5 أونصة). تُعد أوراق كرنب الخيل مصدرًا غنيًا (20% أو أكثر من القيمة اليومية) لفيتامين أ وفيتامين سي والمنغنيز، ومصادر معتدلة للكالسيوم وفيتامين ب6. توفر حصة مرجعية تبلغ 100-غرام (3 1⁄2-أونصة) الكرنب المطبوخ 137 كيلوجول (33 كيلو سعرة) من الطاقة الغذائية. قد تكون بعض أصناف الكرنب مصدرًا وفيرًا للغلوكوسينولات الأليفاتية، مثل الجلوكورافانين [الإنجليزية].

### الطبخ

#### شرق افريقيا
أوراق كرنب الخيل، المعروفة باسم سوكوما [الإنجليزية] في اللغة السواحيلية يُعتبر من أكثر الخضروات انتشارًا في شرق إفريقيا. يُطهى السوكوما بشكل خفيف في الزيت حتى يصبح طريًا، ويُنكّه بالبصل ويُتبل بالملح، ويُقدم إما طبقًا رئيسَا أو طبقًا جانبيًا مع اللحوم أو الأسماك. في بلدان مثلالكونغو وتنزانيا وكينيا، تُعد شرائح الكرنب الرفيعة المرافقة الرئيسية لطبق شعبي يُعرف باسم «سيما» أو أوغالي [الإنجليزية]، وهو مصنوع من دقيق الذرة.

#### جنوب وشرق أوروبا
زُرع الكرنب في أوروبا منذ آلاف السنين، مع إشارات تاريخية تعود إلى الإغريق والرومان ترجع إلى القرن الأول الميلادي. في الجبل الأسود ودلماسية والهرسك، كانت أوراق كرنب الخيل، المعروف محليًا باسم راشتيكا أو راستان، تقليديًا أحد الخضروات الأساسية. وهو يحظى بشعبية خاصة في فصل الشتاء، حيث يُطهى مع لحم الضأن المدخن أو لحم الخنزير المملح والخضروات الجذرية والبطاطس. يُعرف في تركيا باسم «كارا لاهانا»، وهو من الأطعمة الأساسية في منطقة البحر الأسود.

#### الولايات المتحدة
يعد الكرنب من الخضروات الرئيسة في مطبخ جنوب الولايات المتحدة. يُحضر عادةً مع خضروات ورقية خضراء مماثلة، مثل السبانخ، والكرنب الأجعد، واللفت الأخضر، والخردل في الطبق المسمى «الخضراوات المختلطة». تُستخدم عادةً مع أوراق كرنب الخيل اللحوم المدخنة والمملحة، والبصل المفروم، والخل، والملح، والفلفل الأسود، والفلفل الأبيض، أو الفلفل الأحمر المطحون، ويضيف بعض الطهاة كمية صغيرة من السكر. تقليديا، يُؤكل الكرنب في يوم رأس السنة الجديدة، إلى جانب لوبياء العين السوداء أو لوبياء ظفرية وخبز الذرة، لضمان الثروة في العام المقبل. يُستخدم خبز الذرة لامتصاص مشروب القدر [الإنجليزية]، وهو عبارة عن مرق الكرنب الغني بالعناصر الغذائية. يمكن أيضًا تقطيع الكرنب إلى شرائح رقيقة وتخميره لصنع مخلل الكرنب الذي يُطهى غالبًا مع الزلابية. التنوع الجيني في الموقع للكرنب المحلي وعلم النبات الشعبي هي مواضيع بحث لمجموعات العلوم المدنية.
خلال فترة العبودية في الولايات المتحدة، كان الكرنب من أكثر النباتات شيوعًا المزروعة في حدائق المطبخ وكان يستخدم لتكملة الحصص الغذائية التي يقدمها أصحاب المزارع. استخدمت الخضروات على نطاق واسع لأن النباتات يمكن أن تتحمل طقس الشتاء ويمكنها تحمل حرارة الصيف الجنوبي أكثر من السبانخ أو الخس.
بشكل عام، ترمز أوراق كرنب الخيل إلى الثقافة الجنوبية [الإنجليزية] والثقافة والهوية الأمريكية الإفريقية. على سبيل المثال، ارتدى ملحن الجاز وعازف البيانو، ثيلونيوس مونك، ورقة من كرنب الخيل على طية صدر سترته [الإنجليزية] لتمثيل تراثه الإفريقي الأمريكي. في العشاء الرسمي الأول للرئيس باراك أوباما، ضُمنت أوراق كرنب الخيل في القائمة. استخدمت الروائية والشاعرة أليس ووكر أوراق كرنب الخيل للإشارة إلى التقاطع بين التراث الأمريكي الإفريقي والنساء السود. لقد أقيمت العديد من مهرجانات أوراق كرنب الخيل للاحتفال بالهوية الأمريكية الإفريقية، بما في ذلك تلك الموجودة في بورت وينتوورث في جورجيا (منذ عام 1997)، وشرق بالو ألتو في كاليفورنيا (منذ عام 1998)، وكولومبوس في أوهايو (منذ عام 2010)، وأتلانتا في جورجيا (منذ عام 2011). في عام 2010، افتُتح متحف لاتيباه كولارد غرينز في شارلوت بولاية كارولاينا الشمالية.
وقد كتب العديد من المستكشفين في أواخر القرن التاسع عشر عن انتشار استخدام أوراق كرنب الخيل في الطبخ الجنوبي، وخاصة بين الأمريكيين السود. في عام 1869، لاحظ هياسينث، وهو مسافر أثناء الحرب الأهلية، على سبيل المثال، أنه من الممكن العثور على أوراق كرنب الخيل في أي مكان في الجنوب. في عام 1972، كرر مراقب آخر، ستيرنز، هذا الرأي مدعيًا أن أوراق كرنب الخيل كان موجودةً في حديقة كل مواطن أسود من الجنوب. في عام 1883، علق أحد الكتاب على حقيقة مفادها أنه لا توجد كلمة أو طبق أكثر شعبية بين البيض والسود الفقراء من أوراق كرنب الخيل. ساندويتش الكرنب - المكون من خبز الذرة المقلي وأوراق كرنب الخيل لحم الخنزير المقدد - هو طبق شائع بين اللومبيين [الإنجليزية] في مقاطعة روبسون بولاية كارولاينا الشمالية.

#### البرازيل والبرتغال

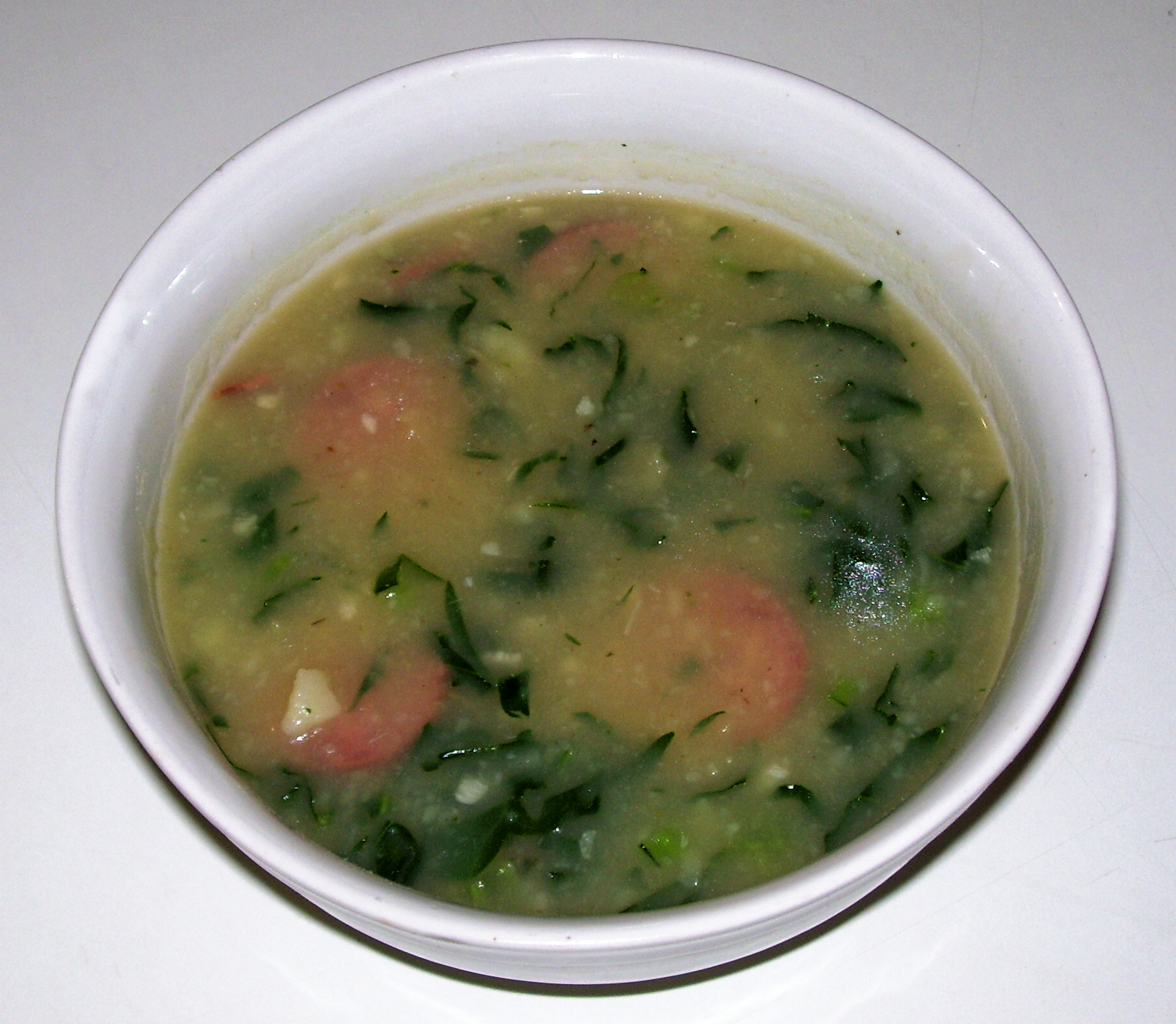
كالدو فيردي، حساء برتغالي شهير مصنوع من أوراق كرنب الخيل

في المطبخ البرتغالي والبرازيلي، يعتبر أوراق كرنب الخيل من الأطباق المرافقة الشائعة لأطباق الأسماك واللحوم. إنها تشكل طبقًا جانبيًا قياسيًا للفيجودا، وهو حساء شهير مصنوع من لحم الخنزير والفاصوليا [الإنجليزية].  من المرجح أن تكون هذه المستنبتات البرازيلية والبرتغالية أعضاء في مجموعة مستنبتات مميزة غير تابعة للكرنب (Brassica oleracea)، وتحديدًا مجموعة ترونتشودا.
كما أن شرائح كرنب الخيل الرفيعة تشكل أيضًا أحد المكونات الرئيسة في الحساء البرتغالي الشهير،كالدو فيردي [الإنجليزية]. بالنسبة لهذا المرق، تُقطع الأوراق إلى شرائح يبلغ عرضها من 2–3 مليمتر (1⁄16–1⁄8 بوصة) وتضاف إلى المكونات الأخرى قبل 15 دقيقة من تقديمها.

#### وادي كشمير
في كشمير، تُعتبر أوراق كرنب الخيل، المعروف محليًا باسم «هآخ»، مكونًا أساسيًا في معظم الوجبات. تُقطف الأوراق الطرية في أوائل الربيع عند بداية نمو البراعم، وتُعرف تلك الأوراق الصغيرة باسم «كانيِل هآخ». خلال موسم النمو، تُحصد الأوراق الأقدم بشكل دوري عندما تنمو أوراق جديدة. في أواخر الخريف، يُزال الجزء القمي من الساق مع الأوراق الملتفة. تُستخدم أوراق كرنب الخيل في إعداد العديد من الأطباق، من أبرزها «هاك روس»، وهو حساء بسيط يُحضّر بأوراق الكرنب المطهية بالماء، والزيت، والملح، والفلفل الأخضر، وبعض التوابل، ويُقدم عادةً مع الأرز.

#### زيمبابوي
في زيمبابوي، تُعرف أوراق كرنب الخيل باسم «أومبيدا» عند النديبيلي [الإنجليزية] و«موريوو» بالشونا. نظرًا لملاءمة المناخ، يُزرع الكرنب بسهولة وينمو في جميع الظروف تقريبًا، حيث يُعد جزءًا من الزراعة المنزلية لمعظم السكان. ييُؤكل «الأومبيدا» عادة مع «سادزا»، وهو طبق مشابه للأوغالي [الإنجليزية] في شرق إفريقيا، و«باب» في جنوب إفريقيا، وفوفو في غرب إفريقيا، وبولينتا في إيطاليا.. يُعاد تذويب الأومبيدا في الماء المغلي قبل قليه مع البصل أو الطماطم. ويضيف البعض من شعب شونا، خاصة التقليديين منهم، اللحوم مثل لحم البقر أو لحم الخنزير لإعداد نوع من الحساء. نظرًا لتكلفته المنخفضة وسهولة زراعته، يُعتبر الأومبيدا طعامًا شائعًا وأساسيًا في زيمبابوي، حيث يتناوله الناس بانتظام كجزء من نظامهم الغذائي اليومي.

## في الأدب
تظهر أوراق كرنب الخيل بشكل بارز في الأدب الأمريكي الجنوبي، حيث يرتبط غالبًا بالوجبات التقليدية والثقافة اليومية للجنوب. يذكر ويليام فوكنر أوراق كرنب الخيل كجزء من وجبة جنوبية في روايته الدخيل في الغبار.
وفي قصة ووكر بيرسي القصيرة «عرض دونوهو الأخير» التي كُتبت عام 1983، يُشار أيضًا إلى أوراق كرنب الخيل كعنصر ضمن النسيج الثقافي للطعام الجنوبي. كما تظهر أوراق كرنب الخيل في رواية كلايد إدجيرتون «الغداء في بيكاديللي»، حيث يُبرز دوره في توثيق تفاصيل الحياة اليومية في الجنوب الأمريكي.
أما في رواية ذهب مع الريح لمارغريت ميتشل، تتذكر البطلة سكارليت أوهارا بحنين وجبة ما قبل الحرب الأهلية التي تضمنت «كرنبًا أخضرًا يسبح في مشروب كحولي غني بالشحم»، مما يعكس بساطة وثراء الوجبات التقليدية الجنوبية في ذلك الوقت.
وفي القصة القصيرة «ضربة حظ سعيد» لفلانري أوكونور، تطبخ البطلة أوراق كرنب الخيل لأخيها، وهو عمل تؤديه على مضض، معتبرة إياه رمزًا بدائيًا لا يتوافق مع طموحاتها. تعكس هذه الإشارة موقف الشخصية من حياتها وظروفها، مما يضفي عمقًا على استخدامها في القصة.

## الملاحظات
1. ↑   كلمة يونانية تعني «بدون رأس»
2. ↑  شرق إفريقيا
3. ↑  جنوب إفريقيا
4. ↑  كشمير
5. ↑  الكرنب الأجعد
6. ↑  Dolichodorus spp.
7. ↑  Belonolaimus longicaudatus
8. ↑  التكتلات
9. ↑  الجدول
10. ↑  شرق إفريقيا
11. ↑   kaštradina
12. ↑  الملفوف الداكن
13. ↑  أرجل لحم الخنزير [الإنجليزية]، وأفخاذ الديك الرومي المدخنة، وأعناق الديك الرومي المدخنة، وعظام رقبة لحم الخنزير، أو لحم الدهن  [لغات أخرى]‏ أو أي نوع آخر من اللحوم الدهنية
14. ↑  أو الكوف
15. ↑  Tronchuda
16. ↑  «المرق الأخضر»
17. ↑  أحيانًا بواسطة بائع بقالة أو سوق باستخدام قطاعة يدوية خاصة
18. ↑  (باللاتينية: ‎)
19. ↑  (باللاتينية: Kaanyil Haakh)
20. ↑  (باللاتينية: Haakh Rus)
21. ↑  (باللاتينية: ‎)
22. ↑  (باللاتينية: ‎)
23. ↑  (باللاتينية: ‎)
24. ↑  (بالإنجليزية: Donahoo’s Last Show)‏
25. ↑  (بالإنجليزية: Lunch at the Piccadilly)‏
26. ↑  (بالإنجليزية: A Stroke of Good Fortune)‏
27. ↑  (بالإنجليزية: Flannery O'Connor)‏

## روابط خارجية
قالب:Brassicaقالب:Brassica oleracea